# Ignacio Bosque
José Ignacio Bosque Muñoz (Isso, Hellín, Albacete, 6 de agosto de 1951) es un lingüista español, catedrático de Filología Hispánica de la Universidad Complutense de Madrid desde 1982. De él ha dicho el lingüista mexicano José G. Moreno de Alba que «es el mejor gramático de la lengua española».

## Biografía
Estudió en los maristas de Alicante. Ya en la Universidad Autónoma de Madrid, fue discípulo de Fernando Lázaro Carreter, quien le aproximó a la gramática generativa y más tarde lo propondría como académico. Estudió también en Berkeley durante los años 1974-1975, donde amplió sus estudios sobre semántica y pragmática. Autor de numerosos artículos y libros sobre gramática española, es un profundo conocedor tanto de la gramática generativa como de la tradicional. Ha prestado una atención especial a la relación entre el léxico y la sintaxis. Es responsable de la colección «Gramática Española» de la editorial Taurus.
En 1999 publicó junto con Violeta Demonte la monumental Gramática descriptiva de la lengua española en 3 volúmenes (Espasa-Calpe), la obra de consulta más completa y detallada publicada hasta la fecha sobre la sintaxis y la morfología del idioma español. Ignacio Bosque fue también el coordinador de la Nueva gramática de la lengua española (NGLE, 2009) auspiciada por la Real Academia Española. Es la primera gramática académica desde 1931 y ofrece el resultado de once años de trabajo de las veintidós Academias de la Lengua Española. En 2010 esta obra recibió el Premio Internacional "Don Quijote de la Mancha", concedido por la Junta de Comunidades de Castilla-La Mancha. En 2024 se presentó la segunda edición revisada y ampliada de la NGLE, también dirigida por Bosque.
Es asimismo autor de numerosos libros y artículos sobre diferentes aspectos de la gramática española (en particular, sobre el tiempo, el modo y el aspecto verbal, la negación, la subordinación, la determinación, la interrogación, la coordinación y la anáfora) y compilador de algunos volúmenes sobre esas mismas cuestiones (Indicativo y subjuntivo, 1990; Tiempo y aspecto en español, 1990; El sustantivo sin determinación, 1996). Ha editado asimismo parte de los materiales gramaticales de Salvador Fernández Ramírez sobre La derivación nominal (1986) y El verbo y la oración (1986). Es también autor de Sobre la negación (1980), Problemas de morfosintaxis (1980), Diccionario inverso de la lengua española (1987, en colaboración con M. Pérez Fernández), Las categorías gramaticales (1989) y Repaso de sintaxis tradicional (1994). También ha dirigido el Diccionario combinatorio del español contemporáneo (Ediciones SM, 2004).
Es miembro electo de la Real Academia Española desde el 4 de mayo de 1995. Tomó posesión de su sillón el 1 de junio de 1997 y es Ponente de su Comisión de Gramática. Fue elegido en 2011 miembro de la Academia Europaea - The Academy of Europe.
Es doctor honoris causa por la Universidad de Alicante de España, las universidades del Salvador, Nacional de Córdoba y Nacional de Rosario de Argentina, y por la Universidad Americana de Nicaragua. Ha sido galardonado con el Premio Internacional Alfonso Reyes en 2012, otorgado por el gobierno de México, por sus aportaciones en el estudio de la lengua española. Es Premio Nacional de Investigación 2010, y ha recibido igualmente el Premio de Investigación en Humanidades "Julián Marías" 2010 de la Comunidad de Madrid, el Premio "Eduardo Benot" 2010 al rigor científico y lingüístico, el Premio Extraordinario "Nebrija" en 1993 y el Premio Especial del Jurado "Archiletras 2024".
Ha sido profesor visitante en la Universidad de Utrecht (Países Bajos), en la Ohio State University (Estados Unidos), en la Universidad de Lovaina (Bélgica), en la Universidad de Sophia (Japón), en la Universidad de Minnesota (Estados Unidos) y en la Universidad de la República (Uruguay), y ha dirigido más de veinte tesis doctorales.